# Toppserien 2008
La Toppserien 2008 è stata la 25ª edizione della massima serie del campionato norvegese femminile di calcio. La competizione è iniziata il 12 aprile ed è terminata il 2 novembre 2008. Il campionato è stato vinto dal Røa per la terza volta, nonché la seconda consecutiva, mentre la classifica delle marcatrici vede primeggiare l'inglese Kristy Moore, del Fløya, con 22 reti.

## Stagione

### Novità
Dalla Toppserien 2007 erano stati retrocessi il Sandviken e il Grand Bodø, mentre dalla 1. divisjon 2007 erano stati promossi il Fart e il Larvik, entrambi alla prima partecipazione in Toppserien, rispettivamente primo e secondo in classifica.

### Formula
Le 12 squadre partecipanti si affrontavano in un girone all'italiana con partite di andata e ritorno per un totale di 22 giornate. La squadra campione di Norvegia aveva il diritto di partecipare alla UEFA Women's Champions League 2009-2010 partendo dai sedicesimi di finale mentre la seconda classificata vi accedeva dalla prima fase eliminatoria a gironi. Le ultime due classificate retrocedevano direttamente in 1. divisjon.

## Squadre partecipanti
| Club            | Città      | Stadio                  | Stagione 2007           |
| --------------- | ---------- | ----------------------- | ----------------------- |
| Amazon Grimstad | Grimstad   | Levermyr stadion        | 8º posto in Toppserien  |
| Arna-Bjørnar    | Arna       | Arna Idrettspark        | 4º posto in Toppserien  |
| Asker           | Bærum      | Nadderud Stadion        | 3º posto in Toppserien  |
| Fart            | Vang       | Fartbana                | 1º posto in 1. divisjon |
| Fløya           | Tromsø     | Fløyabanen              | 9º posto in Toppserien  |
| Kattem          | Trondheim  | Åsheim kunstgress       | 10º posto in Toppserien |
| Klepp           | Klepp      | Klepp Stadion           | 7º posto in Toppserien  |
| Kolbotn         | Kolbotn    | Sofiemyr Stadion        | 2º posto in Toppserien  |
| Larvik          | Larvik     | Bergeskogen idrettspark | 2º posto in 1. divisjon |
| Røa             | Oslo       | Røa Kunstgress          | Campione di Norvegia    |
| Team Strømmen   | Lillestrøm | LSK-hallen              | 5º posto in Toppserien  |
| Trondheims-Ørn  | Trondheim  | Ranheim Arena           | 6º posto in Toppserien  |

## Classifica finale
|  | Pos. | Squadra         | Pt | G  | V  | N | P  | GF | GS | DR  |
|  | ---- | --------------- | -- | -- | -- | - | -- | -- | -- | --- |
|  | 1.   | Røa             | 61 | 22 | 20 | 1 | 1  | 90 | 10 | +80 |
|  | 2.   | Team Strømmen   | 46 | 22 | 14 | 4 | 4  | 44 | 22 | +22 |
|  | 3.   | Asker           | 45 | 22 | 14 | 3 | 5  | 53 | 26 | +27 |
|  | 4.   | Kolbotn         | 42 | 22 | 12 | 6 | 4  | 51 | 23 | +28 |
|  | 5.   | Arna-Bjørnar    | 41 | 22 | 12 | 5 | 5  | 58 | 26 | +32 |
|  | 6.   | Klepp           | 31 | 22 | 8  | 7 | 7  | 51 | 30 | +21 |
|  | 7.   | Fløya           | 30 | 22 | 9  | 3 | 10 | 41 | 39 | +2  |
|  | 8.   | Amazon Grimstad | 25 | 22 | 7  | 4 | 11 | 30 | 45 | −15 |
|  | 9.   | Trondheims-Ørn  | 23 | 22 | 6  | 5 | 11 | 26 | 38 | −12 |
|  | 10.  | Kattem          | 17 | 22 | 5  | 2 | 15 | 21 | 67 | −46 |
|  | 11.  | Larvik          | 12 | 22 | 3  | 3 | 16 | 24 | 80 | −56 |
|  | 12.  | Fart            | 1  | 22 | 0  | 1 | 21 | 13 | 86 | −73 |

Legenda:
      Campione di Norvegia e ammessa alla UEFA Women's Champions League 2009-2010
      Ammessa alla UEFA Women's Champions League 2009-2010
      Retrocessa in 1. divisjon 2009
Note:
Tre punti a vittoria, uno a pareggio, zero a sconfitta.
La classifica viene stilata secondo i seguenti criteri:
- Punti conquistati
- Differenza reti generale
- Reti totali realizzate
- Punti conquistati negli scontri diretti
- Differenza reti negli scontri diretti
- Reti realizzate in trasferta negli scontri diretti (solo tra due squadre)
- Reti realizzate negli scontri diretti
- play-off (solo per decidere la squadra campione, l'ammissione agli spareggi e le retrocessioni).

## Statistiche

### Classifica marcatrici
Statistiche da sito federazione
| Gol |  |  | Giocatore              | Squadra         |
| --- |  |  | ---------------------- | --------------- |
| 22  |  |  | Kristy Moore           | Fløya           |
| 17  |  |  | Guro Knutsen           | Røa             |
| 17  |  |  | Lene Mykjåland         | Røa             |
| 16  |  |  | Melissa Wiik           | Asker           |
| 14  |  |  | Lise Klaveness         | Asker           |
| 14  |  |  | Elise Thorsnes         | Arna-Bjørnar    |
| 13  |  |  | Kristin Blystad Bjerke | Kolbotn         |
| 11  |  |  | Aimee Edris            | Arna-Bjørnar    |
| 11  |  |  | Una Nwajei             | Amazon Grimstad |
| 10  |  |  | Hege Hansen            | Klepp           |
| 10  |  |  | Kristin Lie            | Trondheims-Ørn  |